# August Schumann
Friedrich August Gottlob Schumann (Endschütz, 2 marzo 1773 – Zwickau, 10 agosto 1826) è stato un editore, scrittore e lessicografo tedesco.
Fu il padre del compositore Robert Schumann (1810 - 1856).

## Biografia

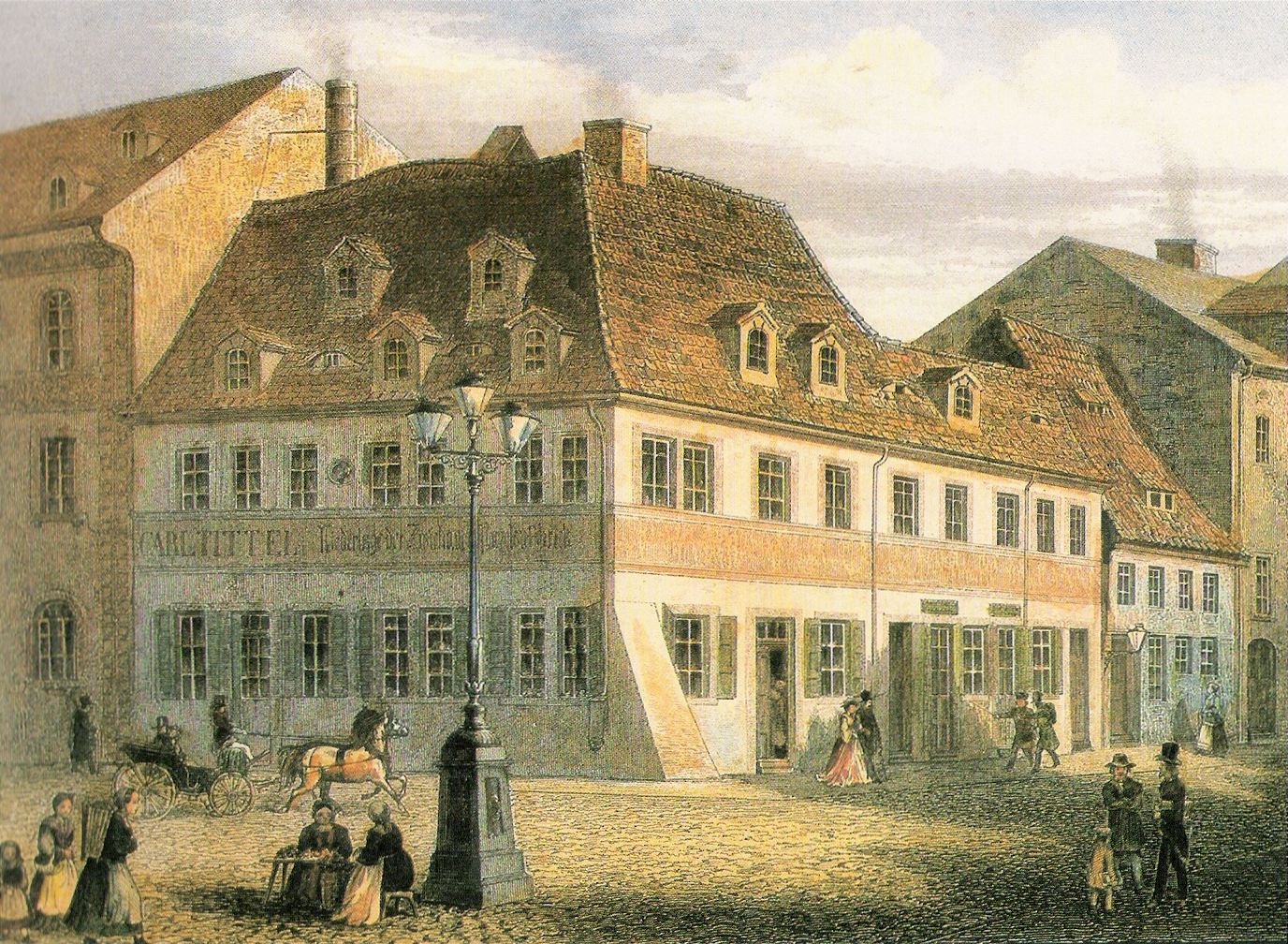
Casa di Schumann a Zwickau

Il padre, pastore luterano, non aveva molti mezzi per cui August a diciotto anni fu costretto a impiegarsi come commesso in una libreria. Conobbe la figlia di un medico, più grande di lui di sei anni, Jahanne Christiane Schnabel, ma poiché non aveva mezzi non poté aspirare a sposarla. Rientrato in famiglia, si dedicò intensamente alla stesura di numerosi libri su svariati argomenti riuscendo in tal modo a guadagnare una discreta somma; impiegò il denaro per comprare una drogheria e finalmente nel 1795 riuscì a sposare Johanne.
L'anno seguente nacque la prima figlia, Emilie. August continuò sempre a scrivere e ottenne anche un discreto successo. Dopo la nascita di Eduard nel 1799, cessò l'attività di droghiere e si dedicò all'editoria e alle traduzioni dall'inglese. Con l'arrivo di altri due figli, Carl e Julius, le finanze della famiglia non furono più sufficienti e August, in società con Friedrich, suo fratellastro, avviò una libreria, la Gebrüder Schumann, che diventerà anche casa editrice. Nel 1809 i Schumann perdettero una bambina, Laura, poco dopo la nascita e vollero mettere subito al mondo un altro figlio: nel 1810 nacque Robert. Il futuro musicista ebbe dal padre sempre molte attenzioni ed ereditò da lui l'amore per la poesia e la letteratura. Di salute cagionevole, August morì prematuramente il 10 agosto 1826.
Grande amante della letteratura, scrisse novelle, racconti gotici e romanzi tra cui Salomone il saggio e il suo buffone Marcolfo. Con il fratellastro pubblicò edizioni di classici tedeschi e diverse traduzioni di autori come Byron, Scott e Cervantes. La sua opera più famosa è il Lessico di Sassonia composto da 18 volumi, che fu completato dopo la sua morte da Albert Schiffner. Scrisse anche Junker Kurt von Krötenstein's verliebte Heldenfahrt con lo pseudonimo di Legaillard.